# Pycnarmon spodosticta
Pycnarmon spodosticta là một loài bướm đêm trong họ Crambidae.